# イギリスによる宣戦布告
この項目では、イギリスによる宣戦布告（イギリスによるせんせんふこく）について記述する。グレートブリテン王国の宣戦布告と連合王国の宣戦布告が含まれる。

## 概要
宣戦布告は、各国の政府が相手国との戦争状態が存在することを示唆する正式な宣言である。
イギリスでは、政府と軍の指揮権は君主にあり、君主の下で軍の直接指揮権が政府と国防省の国防委員会に委任されているが、軍事行動に対するイギリス議会の承認に関して、憲法上の慣例が確立しつつある。
議会のみが宣戦布告し、イギリス軍を軍事紛争に関与させる権限を持つべきかどうかについて、長年にわたって議論されている。1999年にイラクに対する軍事行動に関する法案enが提出され議論が試みられたが、当時の政府の助言に基づいて行動した女王エリザベス2世は、討論するための許可を与えることに同意せず、廃案になった（国王大権に影響するので、討論の前に女王の同意が必要だった）。
第二次世界大戦（正確には1942年のタイ王国に対するもの）以降は宣戦布告を行ったことはないが、イギリス軍は何度も軍事紛争に参戦している。現在では、1945年以降の国際法、特に国連憲章の発展に照らして、宣戦布告は国際法に基づいた正式な文書としては冗長であると考えられている。
宣戦布告の手順については、1939年8月23日付のen:Gerald Fitzmauriceによる書簡において以下のように記述されている。
Mr Harvey [Halifax's Private Secretary to whom Fitzmaurice's reply was sent].
The Secretary of State's enquiry about how we declare war. The method of procedure is to deliver a declaration of war to the diplomatic representative in London of the enemy Power or Powers at such hour as may be decided upon by the Cabinet and to obtain a receipt recording the time of delivery. The declaration is delivered by a special messenger who should take with him the special passports covering the enemy representative, his family and personal staff and his diplomatic staff and their families. These are now being drafted on the assumption that war would in the first place be only declared on Germany and the Secretary of State would have to sign them.
It is not possible to state definitely at present what the terms of the declaration of war itself would be as these must depend upon circumstances. It is quite likely that our declaration of war might be preceded by an ultimatum which would be delivered in Berlin. This might e.g. take the form that if by a certain time the German Government had not given an assurance that they would proceed no further with their violation of Polish territory the Ambassador had instructed to ask for his passports and that His Majesty's Government would have to take such steps as might seem good to them. In such a case our actual declaration of war on the expiry of the time limit would take the form of notifying the German Embassy that no satisfactory reply having received from the German Government, His Majesty's Government considered that a state of war between the two countries existed as from a certain time.
I understand that the declaration would be drafted in consultation with the Dominions Office.

Once the declaration has been delivered a lot of consequential results follow, such as informing the other Government Departments that war has been declared and giving the same information to the diplomatic representatives in London of non-enemy powers and so forth. Standing drafts for all these purposes exist.

## グレートブリテン王国による宣戦布告
1707年合同法から1801年にグレートブリテン及びアイルランド連合王国が創設されるまでのグレートブリテン王国による宣戦布告の一覧である。
| 戦争                   | 相手国                   | 最初の承認     | 宣戦布告                          | 君主        | 首相                   | 終戦                                    |
| ---------------------- | ------------------------ | -------------- | --------------------------------- | ----------- | ---------------------- | --------------------------------------- |
| 四国同盟戦争           | スペイン王国             | 1718年12月17日 |                                   | ジョージ1世 |                        | ハーグ条約（1720年2月17日）             |
| ジェンキンスの耳の戦争 | スペイン王国             | 1739年10月23日 |                                   | ジョージ2世 | ロバート・ウォルポール | アーヘンの和約（1748年10月18日）        |
| オーストリア継承戦争   | フランス王国             | 1744年3月31日  |                                   | ジョージ2世 | ヘンリー・ペラム       | アーヘンの和約（1748年10月18日）        |
| 七年戦争               | フランス王国             | 1756年5月17日  | Declaration on France             | ジョージ2世 | トマス・ペラム＝ホリス | パリ条約（1763年2月10日）イギリスの勝利 |
| 七年戦争               | スペイン                 | 1762年1月4日   | Declaration on Spain              | ジョージ3世 | トマス・ペラム＝ホリス | パリ条約（1763年2月10日）イギリスの勝利 |
| アメリカ独立戦争       | フランス王国             | 1778年3月17日  | Declaration on France             | ジョージ3世 | ノース卿               | ヴェルサイユ条約（1783年9月3日）        |
| アメリカ独立戦争       | スペイン王国             | 1779年         | Declaration on Spain              | ジョージ3世 | ノース卿               | ヴェルサイユ条約（1783年9月3日）        |
| 第四次英蘭戦争         | ネーデルラント連邦共和国 | 1780年12月     | Declaration on the Dutch Republic | ジョージ3世 | ノース卿               | パリ条約（1784年5月20日）               |

## 連合王国による宣戦布告
1801年以降の連合王国による宣戦布告の一覧である。1927年に国名がグレートブリテン及びアイルランド連合王国からグレート・ブリテン及び北アイルランド連合王国に変更された。
| 戦争                     | 相手国                       | 最初の承認     | 宣戦布告                                 | 君主             | 首相                           | 終戦 |
| ------------------------ | ---------------------------- | -------------- | ---------------------------------------- | ---------------- | ------------------------------ | --- |
| ナポレオン戦争           | フランス帝国                 | 1803年5月18日  |                                          | ジョージ3世      | ヘンリー・アディントン         | パリ条約 (1815年)とウィーン会議 |
| クリミア戦争             | ロシア帝国                   | 1854年3月28日  | Declaration on the Russian Empire        | ヴィクトリア女王 | アバディーン伯爵               | パリ条約（1856年3月30日） |
| ブータン戦争             | ブータン                     | 1864年11月     | Declaration on Bhutan                    | ヴィクトリア女王 | パーマストン子爵               | シンチュラ条約（1865年11月11日） |
| ズールー戦争             | ズールー王国                 | 1879年3月18日  | ヘンリー・バートル・フレアによる最後通牒 | ヴィクトリア女王 | ベンジャミン・ディズレーリ     | ズールー国家の独立は失われた。 |
| イギリス・ザンジバル戦争 | ザンジバル・スルターン国     | 1896年8月27日  | 海軍少将ハリー・ローソンによる最後通牒   | ヴィクトリア女王 | ソールズベリー侯爵             | スルタンがハリド・ビン・バルガシュからハムド・ビン・ムハメドに交代し、奴隷制度を廃止した。 |
| 第一次世界大戦           | ドイツ帝国                   | 1914年8月4日   | 対独宣戦布告                             | ジョージ5世      | ハーバート・ヘンリー・アスキス | ドイツと連合国の休戦協定（1918年11月11日） ヴェルサイユ条約（1919年6月28日） |
| 第一次世界大戦           | オーストリア＝ハンガリー帝国 | 1914年8月12日  | Declaration on Austria-Hungary           | ジョージ5世      | ハーバート・ヘンリー・アスキス | オーストリア: サン＝ジェルマン条約（1919年9月10日） ハンガリー: トリアノン条約（1920年6月4日） |
| 第一次世界大戦           | オスマン帝国                 | 1914年11月5日  | Declaration on the Ottoman Empire        | ジョージ5世      | ハーバート・ヘンリー・アスキス | セーヴル条約（1919年8月10日） |
| 第一次世界大戦           | ブルガリア王国               | 1915年10月15日 | Declaration on Bulgaria                  | ジョージ5世      | ハーバート・ヘンリー・アスキス | ヌイイ条約（1919年11月27日） |
| 第二次世界大戦           | ナチス・ドイツ               | 1939年9月3日   | 対独宣戦布告                             | ジョージ6世      | ネヴィル・チェンバレン         | ドイツ最終規定条約（1990年9月12日）1945年8月2日のポツダム協定で同年5月8日に降伏したドイツの分割統治に合意した。宣戦布告した時点でオーストリアはドイツに併合されており、1955年5月15日のオーストリア国家条約で主権国家として再建された。 |
| 第二次世界大戦           | イタリア王国                 | 1940年6月11日  | Declaration on Italy                     | ジョージ6世      | ウィンストン・チャーチル       | イタリアの降伏（1943年9月3日）イタリアと連合国との間の講和条約は1947年2月10日にパリで締結された。 |
| 第二次世界大戦           | フィンランド                 | 1941年12月5日  | Declaration on Finland                   | ジョージ6世      | ウィンストン・チャーチル       | モスクワ休戦協定（1944年9月19日）フィンランドと連合国との間の講和条約は1947年2月10日にパリで締結された。 |
| 第二次世界大戦           | ハンガリー王国               | 1941年12月5日  | Declaration on Hungary                   | ジョージ6世      | ウィンストン・チャーチル       | ハンガリーと連合国との間の講和条約は1947年2月10日にパリで締結された。 |
| 第二次世界大戦           | ルーマニア王国               | 1941年12月5日  | Declaration on Romania                   | ジョージ6世      | ウィンストン・チャーチル       | 休戦協定（1944年9月12日）ルーマニアと連合国との間の講和条約は1947年2月10日にパリで締結された。 |
| 第二次世界大戦           | 大日本帝国                   | 1941年12月8日  | 対日宣戦布告                             | ジョージ6世      | ウィンストン・チャーチル       | サンフランシスコ平和条約（1951年9月8日）1945年8月15日の日本の降伏の後に同年8月28日に開始された日本の占領統治が終了した。 |
| 第二次世界大戦           | ブルガリア王国               | 1941年12月13日 | Declaration on Bulgaria                  | ジョージ6世      | ウィンストン・チャーチル       | 休戦協定（1944年10月28日） ブルガリアと連合国との間の講和条約は1947年2月10日にパリで締結された。 |
| 第二次世界大戦           | タイ                         | 1942年1月25日  | Declaration on Thailand                  | ジョージ6世      | ウィンストン・チャーチル       | 英泰平和条約（1946年1月1日） |